# سكوت كليف
سكوت كليف (بالإنجليزية: Scott Cleve) هو فنان قتال مختلط أمريكي، ولد في 22 يوليو 1982 في لونغ بيتش في الولايات المتحدة.

## وصلات خارجية
- سكوت كليف على موقع بيلاتور (الإنجليزية)
- سكوت كليف على موقع شيردوغ (الإنجليزية)
- سكوت كليف على موقع IMDb (الإنجليزية)